# سبدو
سبدو مدينة وبلدية تابعة إقليميا إلى ولاية تلمسان الجزائرية. وهي عاصمة دائرة سبدو.

## معنى الاسم
اسم زهرة كانت موجودة بكثرة في مدينة سبدو.
يوجد تأصيل تاريخي آخر لحقيقة وماهية كلمة سبدو لماذا سميت بذلك؟ وليبحث في ذلك المحققون وأهل التخصص.وهو أن سبدو في عهد الإستعمار كانوا يسمونها سهب 2 (sehb2) كما كانوا يطلقون تسمية ترني و ترتي2 وهذه الأخيرة حاليا هي تل ترني. و (sehb2) مع مرور الأيام، عند آبائنا الذين كان أكثرهم على الأميّة لا يقرأ ولا يكتب ولا يحسن نطق الفرنسية نطقا صحيحا، صارت الكلمة من سهب2 إلى سبدو، ولأن الفرنسيين في حد ذاتهم لا يقرأون حرف (H)، ويسقطونه نطقا لا كتابة، ولأنه ربما بعد مجيء المثقفين أو المتعلمين بعد الإستعمار في المدينة خاصة في الإدارات المحلية تحولت الكلمة عندهم من "sehb deux" في كتابتها بالفرنسية إلى sebdou ، وفي حال كتابتها بالعربية يكتبونها: سبدو.
و الله أعلم.

## الجغرافيا والمناخ
34° 13' 19«شمالا، 1° 15' 35» غربا
فإن سبدو تقع تحت المنحدرات الجنوبية لجبال تلمسان وهي متميزة بهطول للأمطار بمعدل سنوي مما يسمح بزراعة مريحة من الحبوبومختلف الخضراوات إلا أن السقيع والبرودة الشديدة تحد من نوعية الأشجار المغروسة كما تجعل من الزراعة بشيء السهل.
واما المناخ فهو قاس: حارة في الصيف يفوق 40° درجة وبارد في فصل الشتاء مع نزول درجات الحرارة إلى أقل من 0° درجة مما يؤدي إلى سقوط السقيع ليلا.
التطور السريع والمستمر باستقطابها السكان من كل المدن التي حولها طوال النهار وذلك لوجود انشطة اقتصادية كافية هناك، مثل وجود مساحة كبيرة للمنطقة الصناعية 40 هكتار. إلا أنها تأثرت سلبا نتيجة لتحرير الأسواق والمنافسة الغير عادلة مع البضائع القطنية المستوردة...
ومع ذلك، فإن عدد السكان ارتفع من 20.062 إلى 28.781 نسمة في الفترة من 1987 إلى 1998، و 10.370 نسمة تمثل تطور قوي للسكان أي بالمتوسط 5.12 ٪، مما يجعلها تفوق ثلاثة أضعاف النمو الطبيعي. حول مدينة سبدو هناك حاليا أربعة تجمعات سكانية بأعداد صغيرة تراوح ما يقرب 1.000 إلى ما يزيد قليلا على 3.000 نسمة في حين في عام 1987 لم يكن هناك سوى تجمعين اثنين.

## التاريخ

المسجد الكبير بسبدو.

كانت قاعدة متقدمة للحامية العثمانية ونظرا لموقعها الاستراتيجي كونها بلدة كبيرة وبوابة للصحراء كانت دوما هدفا للأطماع حيث أن السيطرة عليها هي سيطرة على الطرق التي تربط الشمال الغربي للجزائر بالجنوب الغربي كله ويسيطر على البوابة الأمامية للجنوب الصحراوي ولهذا فقد أسس فيها الأمير عبد القادر قلعته المشهورة والتي حولتها فرنسا إلى ثكنة عسكرية ومدينة سبدو غنية بالتقاليد العربية والبربرية التي لا يزال أهالي المنطقة يحافظون عليها إلى اليوم وقد وقف سكان هذه المنطقة في وجه الاستعمار بشراسة وخاصة أولاد ورياش من أفرادها الكثير في ميدان الشرف وقد أسست فيها جمعية للعلماء المسلمين في ثلاثينيات القرن الماضي على يد الشيخ البشير الإبراهيمي والتي أعيد فتحها للتعيم الأصيل في يناير 2010.

## التركيبة الاجتماعية للمدينة
من أوائل السكان الذين سكنوا المنطقة هم قبائل بني حبيب البربرية لتظهر بعد ذلك مجموعات سكانية أخرى وهم قبيلة البخايتة التي استقبلت الولي الصالح ورياش هذا الولي الذي أنجب حفص وأيوب ومومن وعيسى وهم أجداد الأعراش أولاد مومن وأولاد أيوب وأولاد بوحفص وأولاد زيعيسى وزي هي مرادف لسي والتي تعني السيد بالزناتية وهم الأعراش الأصلبون للمنطقة ثم جاء الولي الصالح الشريف النسب السي الطاهر والذي استقر بالمرجة بعد أن ضيفته قبيلة البخايتة وصاهرته بتزويجه امرأة حمبختاوية وبعد ذلك جاءت قبيلة من معسكر من بني شقران واستقرت بمنطقة مقنافة وهم عرش المقانفة الأحرار ثم مجموعة نازحة من فليتة وفليتة قبيلة معروفة بنواحي غليزان واستقرت بدرمام وهم الآن يسمون أولاد حليمة نسبة لحليمة الفليتية الطاهرة التي ربت أيتاما بعد فقد والدهم بالمرض فعرفو بها ليأتي بعد ذلك رجل اسكافي واستقر بالفرش والإسكافي بللغة الزناتية هو العتاتي وسموا أولاده في ما بعد بالعاتيت ثم ظهرت قبائل بنومرناين وقبائل أخرى أصبحت ورياشية بالمصاهرة والجوار وكان ذلك حسب الدراسات في القرن الثالث عشر وقد بايع أولاد ورياش الأمير عبد القادر تحت شجرة المغراوي والتي أحرقتها فرنسا في ما بعد نظرا لرمزبتها وقد عرقت القبائل الساكنة بسبدو بعدائها الشديد للغزاة وللمستعمر ومن ذلك ما يروى من أن رجالا من أولاد بوحفص قتلوا ضباطا وجنودا فرنسيين بعد مطالبة فرنسا القبائل السبداوية بدفع الضريبة على الثمار والحبوب (البتانتي) وهربوا إلى المغرب وما زال أولادهم هناك إلى اليوم، كما أن فرنسا عمدت إلى نفي الكثير إلى كاليدونبيا الجديدة وأماكن أخرى من الوطن وهذا ما يفسر نقص عدد أفراد قبائل أولاد ورياش اليوم بالنسبة إلى باقي القبائل المحيطة وبعد ثورة التحرير المظفرة عرفت منطقة سبدو مشاركة فعالة حيث قامت فرنسا بتطبيق سياسة الأرض المحروفة وأقامت المحتشدات في تبودة (أولاد سي الطاهر) وقتل الكثير من المجاهدين الأفذاذ من أمثال أبوبكر الطاهر وبوعناني الحسين وأولاد الساحي وأولاد بوحفص في منطقة الشيح وشهداء معركة مقنافة الأولى والثانية والتي أسقطت فيها طائرة للفرنسيين ما زال حطامها موجودا إلى اليوم وأقيم في ممنطقة مقنافة نصبا تذكاريا لها.

## السياحة
موقعها من التقاء مناخين مختلفين وهما المناخ القاري السائد في الشمال والمناخ الجاف الذي يسود في منطقة السهوب جنوبا جعل منطقة فريدة رغم قساوتها حيث يمكن للمرء أن يكتشف المناظر الطبيعية الجميلة.فمثلا غار بومعزة الذي يمثل مغارة تستهوي المكتشفين والفضوليين مليءة بالماء الصافي وعند الدالية يسيل شلالات في فصل الصيف مما يعطي للمكان سحر خاص. ولا تزال الصناعة التقليدية موجودة كصناعة الزرابي والصناعات التقليدية الأخرى، والسمة الرئيسة الأخرى من سمات هذه المدينة هو الاحتفالات السنوية التي تقام في المنطقة والمعروفة شعبيا باسم الوعدة، والتي تقام عادة في شهر سبتمبر من كل سنة، حيث تقام وعدة سي الطاهر قرب المدينة وهي الوعدة الرسمية لأولاد ورياش، ووعدة سيدي عبد الله الخاصة بأهل انجاد في القور ووعدة سيدي يحيى في منطقة سيدي يحيى قرب سيدي الجيلالي والخاصة بقبيلة أولاد نهار، حيث يتم تقديم عروض الفنتازيا واللعب بالخيل ويتبارى الفرسان القادمين من من الجهات الأربعة للوطنعلى خيول رائعة زينت بطريقة لا يمكن تقليدها كما أن المنطقة معروفة على المستوى الوطني برقصة العلاوي الشهيرة.

## الاقتصاد
اقتصاد المدينة يقوم أساسا على الزراعة وتربية الأغنام والنجارة وصناعة النحاس، ومصنع للنسيج cotitex وهو الرئة الاقتصادية الرئيسية للمدينة ويحتل المرتبة الأولي في افريقياوالرابعة عالمياوكذلك وجود مصنع للحليب ومصنع للعطر ومصنع للنجارة......كما هناك سوق اسبوعية كل يوم الأحد فالمنطقة زاخرة بمواردها الاقتصادية

## الفن والثقافة
هي مدينة ذات ثقافة عربية عريقة، الموسيقى حاضرة بقوة كما كان الحال مع الشاب جلال الذي كان يؤدي الاغنية التلمسانية وفرقة نجوم الصف التي كانت تؤدي أغاني من الموروث الشعبي للمنطقة والرقصة الشهير «العلاوي» تجد اصولها من المنطقة.كما تشتهر بصناعة الفتلة والمجبود واللباس التقليدي المتمثل في الكاراكو والشدة والحايك وبلوزة المنصورية

## الهياكل الرئيسية

### المستشفى
يعد المستشفى العام الدكتور بن عودة بن زرجب بـ240 سريرا هو جوهرة معمارية، والمنافع التي يوفرها الأطباء والمساعدين الطبيين وغيرهم من العمال تعد الأفضل حسب المرضى المعالجين هناك.مؤخرا تم تعزيز المستشفى بتعيين أطباء مختصين في مختلف التخصصات، مثل طب الأطفال، والأمومة، وتصفية الدم والجراحة العامة زائد 04 أطباء العامين مكلفين بقسم الطوارئ وفي هذا الأخير الاطباء هم ستة مما اعطى حيوية جديدة بالتكفل بالمرضى.
ومخبر والتصوير بالاشعة وغير ذلك. طبيب نسائي وطبيب جراح المستفادة من المكتب الرئيسي للاتصال من هذه المؤسسة، وأربعة السباقات خلال هذه العملية، والمسندة إلى قسم الطوارئ.
للحصول على هذه الخدمة، وستة أطباء، والتي كثيرا أعطى زخما جديدا لمنزل ورعاية للمرضى.

### المصنع
مصانع مهددة بالغلق
تحتوي سبدو على مصانع عدة منهامصنعين للنسيج مصنع للنجارة وآخر لانتاج قارورات الروائح الجسدية كما كانت تزرع فيها العشبة التي كانت تستخدم كمادة أولية لانتاج الروائح بالمصنع الاخير، ولكن للاسف لم يتبق الا مصنع واحد في الخدمة.

## البنية التحتية
تمتلك المدينة كل البنيات الأساسية من كهرباء وغاز طبيعي والماء وكل شبكات الهاتف النقال وعلى بعد 34 كم من غرب وعلى الحدود المشتركة مع المغرب يوجد توربينات ضخ الغاز الطبيعي عبر خط أنابيب الأورومتوسطي.

## التاريخ
كانت قاعدة متقدمة للحامية العثمانية ونظرا لموقعها الاستراتيجي كونها بلدة كبيرة وبوابة للصحراء كانت دوما هدفا للأطماع حيث أن السيطرة عليها هي سيطرة على الطرق التي تربط الشمال الغربي للجزائر بالجنوب الغربي كله ويسيطر على البوابة الأمامية للجنوب الصحراوي ولهذا فقد أسس فيها الأمير عبد القادر قلعته المشهورة والتي حولتها فرنسا إلى ثكنة عسكرية ومدينة سبدو غنية بالتقاليد العربية والبربرية التي لا يزال أهالي المنطقة يحافظون عليها إلى اليوم وقد وقف سكان هذه المنطقة في وجه الاستعمار بشراسة وخاصة قبائل أولاد ورياش وبني هديل والتي سقط من أفرادها الكثير في ميدان الشرف وقد أسست فيها جمعية للعلماء المسلمين في ثلاثينيات القرن الماضي على يد الشيخ البشير الإبراهيمي والتي أعيد فتحها للتعيم الأصيل في يناير 2010.

## التركيبة الاجتماعية للمدينة
من أوائل السكان الذين سكنوا المنطقة هم قبائل بني حبيب البربرية لتظهر بعد ذلك مجموعات سكانية أخرى وهم قبيلة البخايتة التي استقبلت الولي الصالح ورياش، هذا الولي الذي أنجب حفص وأيوب ومومن وعيسى وهم أجداد الأعراش أولاد مومن وأولاد أيوب وأولاد بوحفص وأولاد زيعيسى وزي هي مرادف لسي والتي تعني السيد بالزناتية وهم الأعراش الأصلبون للمنطقة ثم جاء الولي الصالح الشريف النسب السي الطاهر والذي استقر بالمرجة بعد أن ضيفته قبيلة البخايتة وصاهرته بتزويجه امرأة حمبختاوية وبعد ذلك جاءت قبيلة من معسكر من بني شقران واستقرت بمنطقة مقنافة وهم عرش المقانفة الأحرار ثم مجموعة نازحة من فليتة وفليتة قبيلة معروفة بنواحي غليزان واستقرت بدرمام وهم الآن يسمون أولاد حليمة نسبة لحليمة الفليتية الطاهرة التي ربت أيتاما بعد فقد والدهم بالمرض فعرفو بها ليأتي بعد ذلك رجل اسكافي واستقر بالفرش والإسكافي بللغة الزناتية هو العتاتي وسموا أولاده في ما بعد بالعاتيت ثم ظهرت قبائل بنومرناين وقبائل أخرى أصبحت ورياشية بالمصاهرة والجوار وكان ذلك حسب الدراسات في القرن الثالث عشر وقد بايع أولاد ورياش الأمير عبد القادر تحت شجرة المغراوي والتي أحرقتها فرنسا في ما بعد نظرا لرمزبتها وقد عرقت القبائل الساكنة بسبدو بعدائها الشديد للغزاة وللمستعمر ومن ذلك ما يروى من أن رجالا من أولاد بوحفص قتلوا ضباطا وجنودا فرنسيين بعد مطالبة فرنسا القبائل السبداوية بدفع الضريبة على الثمار والحبوب (البتانتي) وهربوا إلى المغرب وما زال أولادهم هناك إلى اليوم، كما أن فرنسا عمدت إلى نفي الكثير إلى كاليدونبيا الجديدة وأماكن أخرى من الوطن وهذا ما يفسر نقص عدد أفراد قبائل أولاد ورياش اليوم بالنسبة إلى باقي القبائل المحيطة وبعد ثورة التحرير المظفرة عرفت منطقة سبدو مشاركة فعالة حيث قامت فرنسا بتطبيق سياسة الأرض المحروفة وأقامت المحتشدات في تبودة (أولاد سي الطاهر) وقتل الكثير من المجاهدين الأفذاذ من أمثال أبوبكر الطاهر وبوعناني الحسين وأولاد الساحي وأولاد بوحفص في منطقة الشيح وشهداء معركة مقنافة الأولى والثانية والتي أسقطت فيها طائرة للفرنسيين ما زال حطامها موجودا إلى اليوم وأقيم في ممنطقة مقنافة نصبا تذكاريا لها.

## السياحة
موقعها من التقاء مناخينمختلفين وهما المناخ القاري السائد في الشمال والمناخ الجاف الذي يسودفي منطقة السهوب جنوبا جعل منطقة فريدة رغم قساوتها حيث يمكن للمرء أن يكتشف المناظر الطبيعية الجميلة.فمثلا غار بومعزة الذي يمثل مغارة تستهوي المكتشفين والفضوليين مليءة بالماء الصافي وعند الدالية يسيل شلالات في فصل الصيف مما يعطي للمكان سحر خاص. ولا تزال الصناعة التقليدية موجودة كصناعة الزرابي والصناعات التقليدية الأخرى، وسمة الرئيسية الأخرى من سمات هذه المدينة هو الاحتفالات السنوية التي تقام في المنطقة والتي تسمى شعبيا بالوعدة، حيث تقام وعدة سي الطاهر الخاصة بأولاد ورياس قريبا من المندينة، ووعدة أهل أنجاد بمنطقة القور ووعدة سيدي يحيى الخاصة الخاصة باولاد نهار والتي تقام في سيدي يحيى حيث يتم تقديم عروض الفنتازيا التي تشترك فيها جميع القبائل من الجهات الأربعة للوطن حيث تاتي على خيول رائعة زينت بطريقة لا يمكن تقليدها كما أن المنطقة معروفة على المستوى الوطني برقصة العلاوي الشهيرة.

## الاقتصاد
اقتصاد المدينة يقوم أساسا على الزراعة وتربية الأغنام والنجارة وصناعة النحاس، ومصنع للنسيج cotitex وهو الرئة الاقتصادية الرئيسية للمدينة ويحتل المرتبة الأولي في افريقياوالرابعة عالمياوكذلك وجود مصنع للحليب ومصنع للعطر ومصنع للنجارة......كما هناك سوق اسبوعية كل يوم الأحد فالمنطقة زاخرة بمواردها الاقتصادية

## الفن والثقافة
هي مدينة ذات ثقافة عربية عريقة، الموسيقى حاضرة بقوة كما كان الحال مع الشاب جلال الذي كان يؤدي الاغنية التلمسانية وفرقة نجوم الصف التي كانت تؤدي أغاني من الموروث الشعبي للمنطقة والرقصة الشهير «العلاوي» تجد اصولها من المنطقة.كما تشتهر بصناعة الفتلة والمجبود واللباس التقليدي المتمثل في الكاراكو والشدة والحايك وبلوزة المنصورية

## الهياكل الرئيسية
يعد المستشفى العام الدكتور بن عودة بن زرجب بـ240 سريرا هو جوهرة معمارية، والمنافع التي يوفرها الأطباء والمساعدين الطبيين وغيرهم من العمال تعد الأفضل حسب المرضى المعالجين هناك.مؤخرا تم تعزيز المستشفى بتعيين أطباء مختصين في مختلف التخصصات، مثل طب الأطفال، والأمومة، وتصفية الدم والجراحة العامة زائد 04 أطباء العامين مكلفين بقسم الطوارئ وفي هذا الأخير الاطباء هم ستة مما اعطى حيوية جديدة بالتكفل بالمرضى.
ومخبر والتصوير بالاشعة وغير ذلك. طبيب نسائي وطبيب جراح المستفادة من المكتب الرئيسي للاتصال من هذه المؤسسة، وأربعة السباقات خلال هذه العملية، والمسندة إلى قسم الطوارئ.
للحصول على هذه الخدمة، وستة أطباء، والتي كثيرا أعطى زخما جديدا لمنزل ورعاية للمرضى.

## البنية التحتية
تمتلك المدينة كل البنيات الأساسية من كهرباء وغاز طبيعي والماء وكل شبكات الهاتف النقال وعلى بعد 34 كم من غرب وعلى الحدود المشتركة مع المغرب يوجد توربينات ضخ الغاز الطبيعي عبر خط أنابيب الأورومتوسطي.

### وصلات داخلية
- دائرة سبدو